# Josh and S.A.M.
Josh and S.A.M. ist ein US-amerikanischer Jugendfilm aus dem Jahr 1993. Regisseur Billy Weber beschreibt die Abenteuer zweier Geschwister, die von zu Hause ausreißen.

## Handlung
Josh ist mit seinem Leben unzufrieden und leidet unter der Scheidung seiner Eltern. Sein Vater lebt in Florida mit einer neuen Familie, seine Mutter kümmert sich mehr um ihren Freund als um Josh und seinen Bruder Sam. Der achtjährige Sam ist sein einziger Verbündeter und hat selber Schwierigkeiten im Umgang mit anderen Kindern. Als das Flugzeug, das beide nach Hause nach Kalifornien bringen soll, zwischenlanden muss, redet Josh Sam ein, er sei eine geklonte Kampfmaschine und von seinen Eltern an das Verteidigungsministerium der Vereinigten Staaten verkauft worden, um ihn als Kindersoldaten in einem Kinderkrieg in Afrika einzusetzen.
Sam reißt aus, um nach Kanada zu gelangen, wo gemäß Joshs Erzählung sich der Untergrund befindet. Auf ihrer Odyssee erleben sie zahlreiche Abenteuer, die Sams festen Glauben an Joshs Lügen immer weiter stützen, selbst als Josh ihm die Wahrheit erzählt. Er hält sich für unverletzlich und wird zu immer unglaublicheren Taten angespornt.

## Kritik
Laut dem Lexikon des internationalen Films sei der Film „[e]in ebenso vergnügliches wie spannendes Roadmovie, das die sehr konstruierte Handlung glaubhaft vermittelt“. „Überzeugend“ seien zudem „die jungen Hauptdarsteller“ und „hervorragend die Inszenierung, die den kindlichen Blickwinkel nie außer acht“ lasse.